# Bruce M. Metzger
Bruce Manning Metzger (Middletown, Estados Unidos, 9 de febrero de 1914 - Princeton, Estados Unidos, 13 de febrero de 2007 ) fue un erudito bíblico estadounidense, traductor bíblico y crítico textual que fue profesor durante mucho tiempo en el Seminario Teológico de Princeton y editor bíblico que fue miembro de la junta directiva de la American Bible Society y United Bible Societies. Fue un erudito de la crítica textual griega del Nuevo Testamento, y escribió prolíficamente sobre estos temas. Metzger fue uno de los estudiosos del Nuevo Testamento más influyentes del siglo XX.

## Biografía
Metzger nació el 9 de febrero de 1914 en Middletown, Pensilvania, y obtuvo su licenciatura (1935) en el Lebanon Valley College. Metzger tuvo una sólida formación académica en griego antes de inscribirse en el Seminario Princeton, y en el verano antes de ingresar al Seminario, completó la lectura de toda la Biblia consecutivamente por duodécima vez. Recibió su ThB en 1938 en el Seminario Teológico de Princeton, y en el otoño de 1938 comenzó a enseñar en Princeton como compañero de enseñanza en griego del Nuevo Testamento. El 11 de abril de 1939, fue ordenado en la Iglesia Presbiteriana Unida de América del Norte, que desde entonces se fusionó y ahora se conoce como la Iglesia Presbiteriana (EE. UU.). En 1940, obtuvo su maestría de la Universidad de Princeton y se convirtió en instructor en el Nuevo Testamento. Dos años más tarde, obtuvo su doctorado ("Estudios en un leccionario del Evangelio griego (Greg. 303)"), también de la Universidad de Princeton.
En 1944, Metzger se casó con Isobel Elizabeth Mackay, hija del tercer presidente del Seminario, John A. Mackay. Ese año, fue ascendido a profesor asistente. En 1948, se convirtió en profesor asociado y profesor titular en 1954. En 1964, Metzger fue nombrado profesor George L. Collord de Lengua y Literatura del Nuevo Testamento. En 1969, fue elegido miembro de la Asociación Bíblica Católica. En 1971, fue elegido presidente tanto de la Studiorum Novi Testamenti Societas como de la Society of Biblical Literature. Al año siguiente, se convirtió en presidente de la Sociedad Patrística de América del Norte. Metzger fue miembro visitante en Clare Hall, Cambridge en 1974 y Wolfson College, Oxford en 1979. En 1978 fue elegido miembro correspondiente de la Academia Británica, la más alta distinción de la Academia para personas que no son residentes en el Reino Unido. A la edad de setenta años, después de enseñar en el Seminario Teológico de Princeton por un período de cuarenta y seis años, se retiró como profesor emérito. En 1994, Bruce Metzger fue honrado con la Medalla Burkitt de Estudios Bíblicos por la Academia Británica. Recibió doctorados honorarios de Lebanon Valley College, Findlay College, University of St Andrews, University of Münster y Potchefstroom University. "El conocimiento inigualable de Metzger de los idiomas relevantes, antiguos y modernos; su juicio equilibrado; y su minuciosa atención a los detalles le ganaron el respeto en todo el espectro teológico y académico". El erudito evangélico conservador Daniel B. Wallace describió a Metzger como "un excelente , erudito piadoso y conservador, aunque su visión de la autoridad bíblica no es exactamente la misma que la de muchos otros evangélicos".
Poco después de cumplir 93 años, Metzger murió en Princeton, Nueva Jersey, el 13 de febrero de 2007. Le sobrevivieron su esposa Isobel y sus dos hijos, John Mackay Metzger y James Bruce Metzger.

## Libros y comentarios

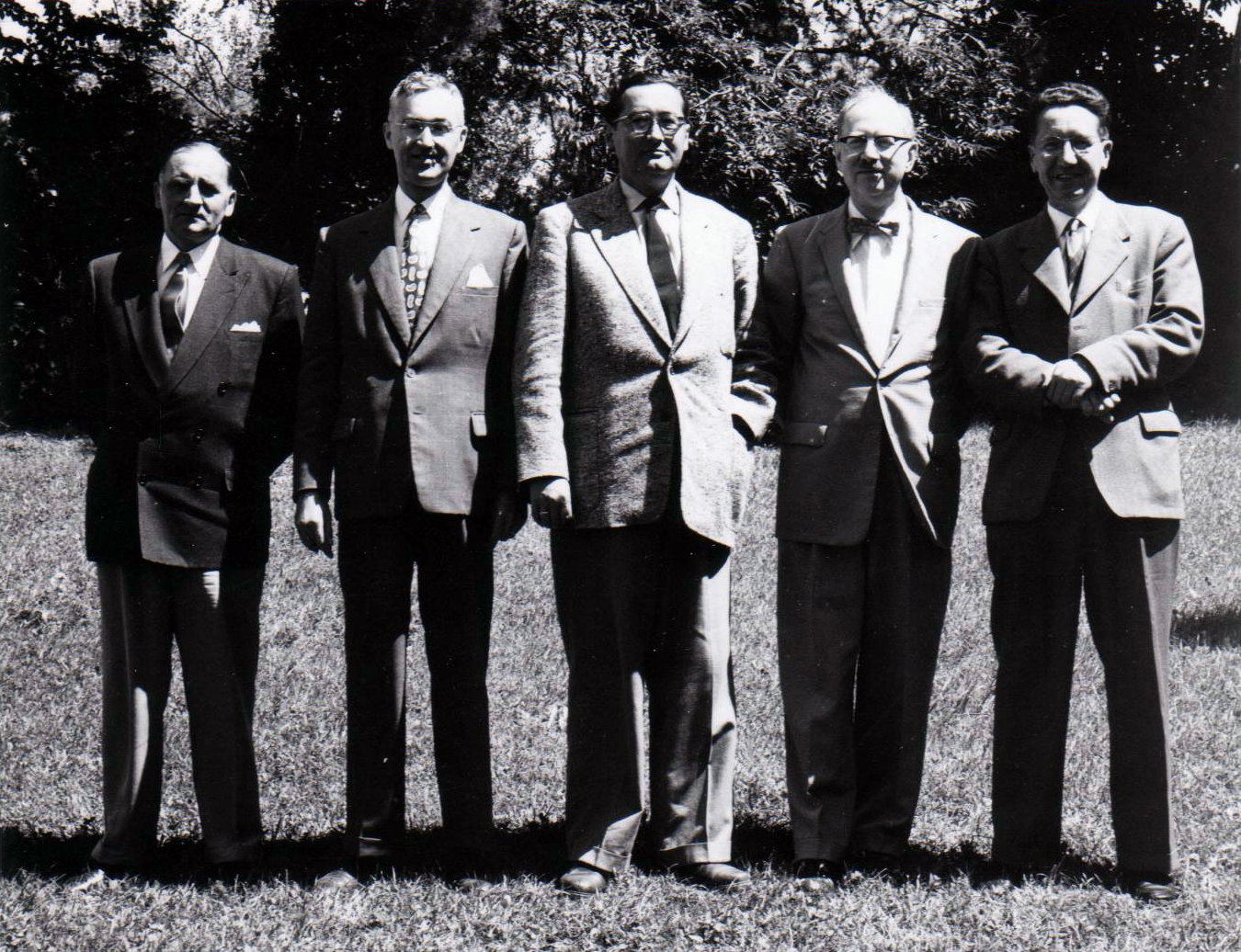
Conociendo al editor del Nuevo Testamento.

Metzger editó y proporcionó comentarios para muchas traducciones de la Biblia y escribió docenas de libros. Fue editor del Nuevo Testamento griego estándar de las Sociedades Bíblicas Unidas, el punto de partida de casi todas las traducciones recientes del Nuevo Testamento. En 1952, se convirtió en colaborador de la Versión Estándar Revisada (RSV) de la Biblia y fue editor general de Reader's Digest Bible (una versión condensada de la RSV) en 1982. De 1977 a 1990, presidió el Comité de Traductores para la Nueva Versión Estándar Revisada (NRSV) de la Biblia y fue "en gran parte responsable de divulgar [la NRSV] a través de la prensa". Consideró un privilegio presentar la NRSV, que incluye los libros mencionados como apócrifos por los protestantes, aunque los católicos y los ortodoxos orientales los consideran deuterocanónicos, para el papa Juan Pablo II y el patriarca Demetrio I de Constantinopla.
Los comentarios de Metzger a menudo utilizan críticas históricas y críticas superiores, que intentan explicar los orígenes literarios e históricos de la Biblia y el canon bíblico. Metzger dice que la iglesia primitiva veía como muy importante que una obra que describe la vida de Jesús hubiera sido escrita por un seguidor de Jesús o un testigo ocular de sus actos, y que se considerara que otras obras como El pastor de Hermas y las Epístolas de Clemente de Alejandría eran inspiradas, aunque no canónicas.
Al discutir el canon, Metzger identifica tres criterios "para la aceptación de escritos particulares como sagrados, autorizados y dignos de ser leídos en los servicios de adoración ...", criterios que "generalmente se adoptaron durante el transcurso del siglo II y nunca se modificaron en adelante, es decir, ortodoxia (conformidad con la regla de la fe), apostolicidad y consenso entre las iglesias. Concluye que, "en el sentido más básico, ni los individuos ni los consejos crearon el canon; en lugar de eso, llegaron a reconocer y reconocer la calidad de autentificación propia de estos escritos, que se imponían como canónicos a la iglesia".

## Obras

### Libros
- Metzger, Bruce M. (1942). Studies in a Greek Gospel Lectionary (Greg. 303) (Ph.D.). Princeton, NJ: Princeton University.
- Metzger, Bruce M. (1955). Lexical Aids for Students of New Testament Greek. Princeton, NJ: Princeton University Press. OCLC 2132643.
- Metzger, Bruce M. (1957). Introduction to the Apocrypha. New York: Oxford University Press. OCLC 361082.
- Metzger, Bruce M. (1961). List of Words Occuring Frequently in the Coptic New Testament (Sahidic Dialect). Leiden: Brill.
- Metzger, Bruce M.; Metzger, Isobel M. (1962). The Oxford Concise Concordance to the Revised Standard Version of the Holy Bible (1a edición). London: Oxford University Press.
- Metzger, Bruce M. (1963). Chapters in the History of New Testament Textual Criticism. New Testament Tools and Studies 4. Leiden: Brill.
- Metzger, Bruce M. (1964). The Text of the New Testament: Its Transmission, Corruption, And Restoration (1st edición). Oxford: Clarendon Press.
- Metzger, Bruce M. (1965). The New Testament: Its Background, Growth and Content (1st edición). New York: Abingdon Press. ISBN 978-0-6872-7913-5. OCLC 341779.
- Metzger, Bruce M. (1968). Historical and Literary Studies: Pagan, Jewish, and Christian. Leiden: Brill.
- Metzger, Bruce M. (1977). The Early Versions of the New Testament: Their Origin, Transmission, and Limitations. Oxford: Clarendon Press. ISBN 978-0-1982-6170-4. OCLC 3155516.
- Metzger, Bruce M. (1980). New Testament Studies: Philological, Versional, and Patristic. Leiden: Brill. ISBN 978-9-004-06163-7.
- Metzger, Bruce M. (1981). Manuscripts of the Greek Bible: An Introduction to Palaeography. New York: Oxford University Press. ISBN 978-0-195-02924-6. OCLC 6943206.
- Metzger, Bruce M. (1983). The Reader's Bible: condensed from the Revised Standard Version Old and New Testaments. Pleasantville, NY: Readers' Digest Association. ISBN 978-0-895-77106-3. OCLC 8817548.
- Metzger, Bruce M. (1987). The Canon of the New Testament: Its Origin, Development, and Significance. Oxford: Clarendon Press. ISBN 978-0-198-26180-3. OCLC 14188714.
- Metzger, Bruce M.; Denton, Robert C.; Harrelson, Walter (1991). The Making of the New Revised Standard Version of the Bible. Grand Rapids, MI: Eerdmans. ISBN 978-0-802-80620-8. (requiere registro).
- Metzger, Bruce M.; Coogan, Michael D., eds. (1993). The Oxford Companion to the Bible. New York: Oxford University Press. ISBN 978-0-195-04645-8. OCLC 27895183.
- Metzger, Bruce M. (1994). Textual Commentary on the Greek New Testament: a companion volume to the United Bible Societies' Greek New Testament (third edición). London ; New York: United Bible Societies. ISBN 978-3-438-06010-5. OCLC 683422.
- Metzger, Bruce M. (1997). Reminiscences of an Octogenarian. Peabody, MA: Hendrickson Publishers. ISBN 978-1-5656-3264-6.
- Metzger, Bruce M. (1999). Breaking the Code: Understanding the Book of Revelation (Leader's edición). Nashville, TN: Abingdon Press. ISBN 978-0-6874-9779-9.
- Metzger, Bruce M.; Aland, Barbara (2000). Greek New Testament. Deutsche Bibelgesellschaft. ISBN 978-3-438-05110-3.
- Metzger, Bruce M.; Coogan, Michael D., eds. (2001). The Oxford Guide to People & Places of the Bible. Oxford ; New York: Oxford University Press. ISBN 9780195146417. OCLC 45439956.
- Metzger, Bruce M. (2001). The Bible in Translation, Ancient and English Versions. Grand Rapids, MI: Baker Academic. ISBN 978-0-801-02282-1. OCLC 47100891. (requiere registro).
- Metzger, Bruce M.;  Coogan, Michael D., eds. (2002). The Oxford Essential Guide to Ideas and Issues of the Bible. Oxford ; New York: Oxford University Press. ISBN 978-0-195-14917-3. OCLC 47074788.
- Metzger, Bruce M. (2002). The New Testament: Its Background, Growth and Content (Reimpresa edición). Cambridge: James Clarke & Co. ISBN 978-0-227-17025-0. OCLC 227928641.
- Metzger, Bruce M.; Ehrman, Bart D. (2005). The Text of the New Testament: Its Transmission, Corruption, And Restoration (4a. edición). Oxford: Clarendon Press. ISBN 0-19-516122-X.
- Metzger, Bruce M. (2006). Apostolic Letters of Faith, Hope, and Love: Galatians, 1 Peter, and 1 John. Eugene, OR: Cascade Books. ISBN 978-1-5975-2501-5.

### Traducciones
- The NRSV Bible with the Apocrypha, Compact Edition (2003)
- New Revised Standard Version (1989)
- Oxford Annotated Apocrypha: Revised Standard Version (1977)
- The New Oxford Annotated Bible with the Apocrypha, Revised Standard Version, Expanded Edition (1977 con Herbert G. May)
- Oxford Annotated Apocrypha: The Apocrypha of the Old Testament (1977)